# Falconcity of Wonders
El Falconcity de las Maravillas, anunció en 2005, es un proyecto que se está construyendo en Dubái, que contará con réplicas a tamaño natural de la siete maravillas del mundo como la pirámides, la Jardines Colgantes de Babilonia, la Torre Eiffel, la Taj Mahal y la Torre Inclinada de Pisa. Es una parte de Dubailand, que cubre un área de 100 hectáreas (0,40 km²), con un costo estimado de $ 1.5 mil millones. El proyecto está liderado por Falconcity de las Maravillas de la empresa, propiedad del empresario local, el Sr. Salem Al Moosa. 
Falconcity de las Maravillas lleva el mundo en una sola ciudad. La FMC ha sido diseñado para parecerse a la enseña nacional Emiratos Árabes Unidos, el halcón, con las alas abiertas que simboliza el espíritu de liderazgo, orgullo y excelentes calidades. Falconcity de las Maravillas complementa la visión de Su Alteza el Jeque Mohammed bin Rashid Al Maktoum, Gobernante de Dubái y Vicepresidente y Primer Ministro de los EAU a su vez a Dubái en uno de los destinos turísticos más importantes del mundo. 
FMC está diseñado para ser una tierra de civilizaciones, siguiendo el estilo de vida y cultura de los pueblos de diferentes naciones y de diferentes partes del mundo. 
El proyecto se extiende sobre una superficie de más de 40 millones de pies cuadrados y se combinará diversas instalaciones comerciales, residenciales, educativos y de ocio con instalaciones de ocio, e incluirá apartamentos, villas, centros comerciales, hoteles, restaurantes, clubes de salud y balnearios, y las escuelas y los parques. 
Además, habrá un parque temático que tendrá una superficie de más de cuatro millones de pies cuadrados. Se construirá como el destino turístico más ambicioso creado para atraer a la mayor audiencia de turistas, que abarca todas las edades y nacionalidades. 
Falconcity de las Maravillas se une Oriente y Occidente en una forma que no se ha hecho antes. También se une el pasado y el presente, donde juntos pueden abrir las puertas del futuro. 
El concepto original fue desarrollado por el director general bajo la dirección de Mohammed bin Rashid Al Maktoum. El concepto más tarde fue imitada por una empresa fradulent que fue finalmente investigado y cerrado por el gobierno. Falconcity ya está en marcha y la construcción ya ha comenzado. 
-> 
El concepto original fue desarrollado por un arquitecto americano y el pensamiento de Fujairah. Mientras tanto, este desarrollo, entre muchos otros, ha sido detenido en abril de 2009, debido a la crisis económica. 